# Андреевский переулок (Орск)
Андре́евский переу́лок (до 2003 года — у́лица Андре́евская) — улица в Октябрьском районе города Орска Оренбургской области. Расположена между улицами Горького и Кутузова, параллельно Шарлыкскому переулку и Троицкой улице. До 2003 года переулок назывался улицей Андреевской.
В настоящее время на улице расположено более 10 одноэтажных частных жилых домов, построенных в 1950—60-х годах.